# ناشر بصاق أسود العنق
الناشر البصَّاق أسود العنق، لعله هو الرَحَّة (الاسم العلمي: Naja nigricollis)، هو نوع من الزواحف تتبع جنس الناشرات الحقيقية من فصيلة الرحيات.